# Тукова промисловість
Тукова промисловість — галузь, яка виробляє мінеральні добрива, тобто неорганічні речовини, що містять необхідні для рослин поживні елементи: азот, фосфор, калій і інші.
Промислове виробництво фосфорних і калійних добрив у країнах Західної Європи виникло в другій половині XIX ст., а азотних — у XX ст. В кінці 1960-х світове виробництво мінеральних добрив становило понад 120 млн т. В 1940 р. в СРСР було вироблено 4,2 млн т мінеральних добрив, в 1966 р. — 35,8 млн т.